# Bộ Ngoại giao và Thương mại (Úc)
Bộ Ngoại giao và Thương mại (tiếng Anh: Department of Foreign Affairs and Trade, viết tắt: DFAT) là một bộ trong Chính phủ Úc, có trách nhiệm đẩy mạnh lợi ích của nước Úc và công dân Úc trên trường quốc tế. Bộ này quản lý quan hệ ngoại giao và chính sách thương mại của Úc. Người đứng đầu Bộ Ngoại giao và Thương mại là Quốc vụ khanh Ngoại giao và Thương mại.
Bộ có trụ sở đặt tại tòa nhà R. G. Casey ở vùng ngoại ô Barton, Lãnh thổ Thủ đô Úc, gần Nhà Quốc hội của Úc.

## Lịch sử
Bộ Ngoại giao và Thương mại có gốc gác từ hai trong số bảy bộ Thịnh vượng chung được thành lập sau Liên bang Úc ra đời, đó là Bộ Thương mại và Hải quan và Bộ Ngoại giao (1901-1916).
Bộ bị giải thể vào ngày 14 tháng 11 năm 1916 và trách nhiệm của bộ thì thuộc về Văn phòng Thủ tướng và Nội các và Văn phòng Đối nội và Lãnh thổ. Bộ được tái lập ngày 21 tháng 12 năm 1921.
Cho đến Chiến tranh thế giới thứ hai, Úc vẫn là một đất bảo hộ của Đế quốc Anh, nằm trong Khối Thịnh vượng chung Anh nên chính sách đối ngoại của Úc chủ yếu được Anh Quốc định hình. Thời gian này, chiếm phần lớn các hoạt động ở hải ngoại của Úc là những hoạt động liên quan đến thương mại, buôn bán mặc dù chính sách đối ngoại dành sự quan tâm chủ yếu cho vấn đề nhập cư, thám hiểm và quảng bá hình ảnh. Tình hình chính trị và kinh tế đổi thay do Đại khủng hoảng và Chiến tranh thế giới thứ hai gây ra, cùng với sự ban hành Luật Westminster 1931 đã thúc đẩy thành lập và mở rộng sự hiện diện của Úc ở nước ngoài, độc lập với Văn phòng Đối ngoại của Anh Quốc. Úc bắt đầu thành lập phái đoàn ngoại giao (ngoài Luân Đôn) ở nước ngoài vào năm 1940 tại Washington, D.C., Mỹ và đến nay đã có trên 80 đại diện ngoại giao (và 22 đại diện thương mại).
Từ 1921 đến 1970, Bộ mang tên Bộ Sự vụ Đối ngoại (Department of External Affairs). Năm 1970, Úc đổi tên bộ này thành Bộ Ngoại giao (Department of Foreign Affairs). Ngày 24 tháng 7 năm 1987, Bộ Ngoại giao nhập cùng Bộ Thương mại thành Bộ Ngoại giao và Thương mại.

## Cơ cấu
Chịu trách nhiệm trong Bộ Ngoại giao và Thương mại là Bộ trưởng Ngoại giao và Bộ trưởng Thương mại & Đầu tư. Giúp việc cho Bộ trưởng Ngoại giao là Tổng trưởng (Parliamentary Secretary).
Số nhân viên của Bộ hiện khoảng 3.000 người, trong đó 1.300 người là nhân viên người nước ngoài được thuê làm việc tại các phái đoàn ngoại giao, 1.500 người là nhân viên người Úc làm việc tại Úc và khoảng 500 người là nhà ngoại giao làm việc ở hải ngoại.

### Thư ký bộ
DFAT được quản trị bởi một ban điều hành cao cấp bao gồm một thư ký bộ và 5 phó thư ký. Toàn quyền Úc dựa theo lời đề nghị của Thủ tướng Úc để bổ nhiệm thư ký của Bộ Ngoại giao và Thương mại.
| Thứ tự | Họ và tên             | Chức vị                            | Ngày bắt đầu         | Ngày kết thúc        | Thời gian tại nhiệm | Nguồn         |
| ------ | --------------------- | ---------------------------------- | -------------------- | -------------------- | ------------------- | ------------- |
| 1      | Stuart Harris AO      | Thư ký Bộ Ngoại giao và Thương mại | 23 tháng 7 năm 1987  | 3 tháng 7 năm 1988   | 346 ngày            | [ 6 ] [ 7 ]   |
| 2      | Richard Woolcott AC   | Thư ký Bộ Ngoại giao và Thương mại | 1 tháng 9 năm 1988   | 15 tháng 2 năm 1992  | 3 năm, 167 ngày     | [ 7 ] [ 8 ]   |
| 3      | Peter Wilenski AC     | Thư ký Bộ Ngoại giao và Thương mại | 15 tháng 2 năm 1992  | 14 tháng 5 năm 1993  | 1 năm, 88 ngày      | [ 8 ] [ 9 ]   |
| 4      | Michael Costello AO   | Thư ký Bộ Ngoại giao và Thương mại | 27 tháng 5 năm 1993  | 8 tháng 3 năm 1996   | 2 năm, 286 ngày     | [ 10 ] [ 11 ] |
| 5      | Philip Flood AO       | Thư ký Bộ Ngoại giao và Thương mại | 8 tháng 3 năm 1996   | 31 tháng 3 năm 1998  | 2 năm, 23 ngày      | [ 11 ]        |
| 6      | Ashton Calvert AC     | Thư ký Bộ Ngoại giao và Thương mại | 1 tháng 4 năm 1998   | 4 tháng 1 năm 2005   | 6 năm, 278 ngày     | [ 12 ]        |
| 7      | Michael L'Estrange AO | Thư ký Bộ Ngoại giao và Thương mại | 24 tháng 1 năm 2005  | 13 tháng 8 năm 2009  | 4 năm, 201 ngày     | [ 12 ] [ 13 ] |
| 8      | Dennis Richardson AO  | Thư ký Bộ Ngoại giao và Thương mại | 13 tháng 8 năm 2009  | 18 tháng 10 năm 2012 | 3 năm, 66 ngày      | [ 13 ] [ 14 ] |
| 9      | Peter Varghese AO     | Thư ký Bộ Ngoại giao và Thương mại | 18 tháng 10 năm 2012 | đương nhiệm          | 12 năm, 140 ngày    | [ 3 ] [ 14 ]  |

### Các văn phòng
Bộ có các văn phòng ở mỗi bang và lãnh thổ nội địa của Úc nhằm cung cấp dịch vụ lãnh sự và hộ chiếu, thực hiện dịch vụ liên lạc quan trọng cho doanh nghiệp ở Úc. Bộ còn có Văn phòng Liên lạc Điều ước Eo biển Torres (Torres Strait Treaty Liaison Office) nằm trên đảo Thursday. Hiện mạng lưới của Bộ gồm hơn 90 phái đoàn ngoại giao hải ngoại, bao gồm đại sứ quán, cao ủy, tổng lãnh sự quán và lãnh sự quán.
Bộ có một số cơ quan dưới quyền:
- Văn phòng Hộ chiếu Úc;
- Austrade;
- AusAID;
- Công ty Tài chính và Bảo hiểm Xuất khẩu;
- Cơ quan Tình báo mật Úc;
- Australian Safeguards and Non-Proliferation Office;
- Trung tâm Úc về Nghiên cứu Nông nghiệp Quốc tế

Ngoài ra, bộ còn quản lý một số sáng hội, hội đồng và viện:
- Hội đồng Úc-Trung Quốc (ACC)
- Hội đồng Úc-Ấn Độ (AIC)
- Viện Úc-Indonesia (AII)
- Hội đồng Văn hóa Quốc tế Úc (AICC)
- Sáng hội Úc-Nhật Bản (AJF)
- Sáng hội Úc-Hàn Quốc (AKF)
- Viện Úc-Malaysia (AMI)
- Viện Úc-Thái Lan (ATI)
- Hội đồng Quan hệ Úc-Ả Rập (CAAR)
- Hội đồng Quan hệ Úc-Mỹ Latinh (COALAR)